# 大鶴多喜之助
大鶴 多喜之助（おおつる たきのすけ、1905年1月1日 - 没年不明）は、昭和時代の大相撲力士。荒磯部屋→春日野部屋所属。本名は宮川→槙勇。最高位は十両7枚目。

## 経歴
北海道釧路市出身。荒磯部屋に入門し、1923年5月「大寉」の四股名で序ノ口に就く（のち春日野部屋に移籍）。1929年1月十両に昇進。2場所続けて負け越したため、5月に幕下に落ちた。1930年1月再十両。この場所は3勝8敗と負け越したが、翌3月は6勝5敗と勝ち越し、十両での唯一の勝ち越しとなる。当時は2場所の成績で番付を作成されたため、合計の成績が9勝13敗と負け越しとなったため再び幕下に落ちた。「大鶴」と改名した1931年1月三回目の十両昇進となったが、この場所と翌場所も負け越し、5月に幕下に落ちた。1932年1月に再び十両に上がったが、春秋園事件により脱退し、新興力士団を経て、関西角力協会に入った。

## 成績
- 番付在位場所数：28場所
- 十両在位：7場所
- 十両成績：25勝38敗3休

### 場所別成績
| 1923年 （大正12年） | x                  | x                  | 西序ノ口22枚目 – | x                 |
| 1924年 （大正13年） | 西序ノ口4枚目 –    | x                  | 西序二段8枚目 –  | x                 |
| 1925年 （大正14年） | 西序二段16枚目 –   | x                  | 東三段目44枚目 – | x                 |
| 1926年 （大正15年） | 東三段目27枚目 –   | x                  | 西三段目32枚目 – | x                 |
| 1927年 （昭和2年） | 東三段目4枚目 –    | 東三段目4枚目 –    | 西幕下26枚目 –   | 西幕下18枚目 –    |
| 1928年 （昭和3年） | 東幕下18枚目 –     | 東幕下15枚目 3–2   | 西幕下14枚目 4–2 | 西幕下14枚目 4–2  |
| 1929年 （昭和4年） | 西十両12枚目 4–7   | 西十両12枚目 3–7–1 | 西幕下4枚目 4–2  | 西幕下4枚目 3–0–3 |
| 1930年 （昭和5年） | 東十両10枚目 3–8   | 東十両10枚目 6–5   | 西幕下5枚目 3–3  | 西幕下5枚目 5–1   |
| 1931年 （昭和6年） | 西十両7枚目 5–4–2  | 西十両7枚目 4–7    | 東幕下筆頭 4–2   | 東幕下筆頭 3–3    |
| 1932年 （昭和7年） | 東十両9枚目 – 脱退 | x                  | x                | x                 |
| 各欄の数字は、「勝ち-負け-休場」を示す。 優勝 引退 休場 十両 幕下 三賞：敢=敢闘賞、殊=殊勲賞、技=技能賞 その他：★=金星 番付階級：幕内 - 十両 - 幕下 - 三段目 - 序二段 - 序ノ口 幕内序列：横綱 - 大関 - 関脇 - 小結 - 前頭（「#数字」は各位内の序列） |                    |                    |                  |                   |

- 幕下以下の地位は小島貞二コレクションの番付実物画像による。

## 改名歴
- 大寉 勇 - 1923年5月場所 - 1927年10月場所
- 大寉 巳代吉 - 1928年1月場所 - 1929年3月場所
- 大寉 巳之吉 - 1929年5月場所 - 1930年10月場所
- 大鶴 多喜之助 - 1931年1月場所 - 1931年3月場所
- 大寉 多喜之介 - 1931年5月場所 - 1931年10月場所
- 大鶴 多喜之助 - 1932年1月場所
  - 「大寉」は「大鶴」と読みが同じで、「大鶴」の番付表記上の略字とも考えられる。